# Lawrence megye (Ohio)
Lawrence megye az Amerikai Egyesült Államokban, azon belül Ohio államban található. Megyeszékhelye és legnagyobb városa Ironton. Lakosainak száma 58 240 fő (2020. április 1.). Lawrence megye Jackson, Wayne, Gallia, Cabell, Scioto, Greenup és Boyd megyékkel határos.

## Népesség
A megye népességének változása:
| Lakosok száma | 62 444 | 62 402 | 62 114 | 61 917 | 61 109 | 58 240 |
|               | 2010   | 2011   | 2012   | 2013   | 2015   | 2020   |